# Linha do Vouga e Ramal de Aveiro
A Linha do Vouga, originalmente conhecida como Linha do Vale do Vouga, e alcunhada de Linha do Vale das Voltas devido ao seu sinuoso traçado, é um troço ferroviário português de bitola métrica que atualmente liga Espinho a Sernada do Vouga, passando por Oliveira de Azeméis e Albergaria-a-Velha, numa extensão de 61 km. Em Sernada do Vouga, a Linha do Vouga liga-se ao Ramal de Aveiro, de 37 km de comprimento, que atravessa Águeda e termina na Estação de Aveiro, na Linha do Norte. Deste modo, a Linha do Vouga entre Espinho e Sernada do Vouga e o Ramal de Aveiro formam uma ferrovia contínua de bitola métrica de 98 km que liga Espinho a Aveiro via Entre Douro e Vouga e região central do Baixo Vouga. No entanto, na sua extensão máxima, a Linha do Vouga compreendia-se desde a Estação de Espinho, na Linha do Norte, até Viseu, totalizando 140 km, servindo, depois de Sernada do Vouga, vilas como Sever do Vouga, Oliveira de Frades e Vouzela. Com efeito, na sua extensão máxima, a Linha do Vouga entre Espinho e Viseu e o Ramal de Aveiro formavam uma rede de 177 km que ligava entre si a área metropolitana do Porto (com quebra de bitola em Espinho), Aveiro e Viseu. O primeiro troço da Linha do Vouga, entre Espinho e Oliveira de Azeméis, entrou ao serviço em 21 de Dezembro de 1908, tendo a Linha entre Espinho e Viseu sido totalmente concluída com a abertura do troço Vouzela–Bodiosa em 5 de Fevereiro de 1914. O Ramal de Aveiro foi inaugurado em 8 de Setembro de 1911.
Em agosto de 1972, o troço entre Sernada do Vouga e Viseu foi encerrado, com a alegação de que as locomotivas a vapor causavam incêndios florestais. Após a Revolução de 25 de Abril, a Linha do Vouga foi reaberta em julho de 1975, agora com comboios a diesel. No entanto, o troço entre Sernada do Vouga e Viseu acabou por ser definitivamente encerrado em 1 de Janeiro de 1990. Em 2005, devido ao projeto de enterramento da estação ferroviária de Espinho, a Linha do Vouga deixou de começar nesta estação e passou a ter o seu início na estação de Espinho-Vouga. Em finais de 2011, toda a linha entre Espinho e Aveiro esteve à beira de encerrar, no entanto a pressão das populações e autarcas impediu o seu encerramento. Em 1 de novembro de 2013, o serviço regular de passageiros no troço entre Oliveira de Azeméis e Sernada do Vouga foi suspenso. Desde então, esse troço só é utilizado para as automotoras afetas ao troço Espinho–Oliveira de Azeméis se deslocarem às oficinas de Sernada do Vouga. O troço Oliveira de Azeméis–Sernada do Vouga está em risco de encerramento definitivo com a construção de novas oficinas em Paços de Brandão. Em inícios de 2019 foram apresentados planos governamentais para a modernização do troço Espinho–Oliveira de Azeméis da Linha do Vouga, estando a ser estudada a sua conversão para bitola ibérica.
A Linha do Vouga é o único caminho de ferro de via estreita em funcionamento em Portugal.

## Descrição

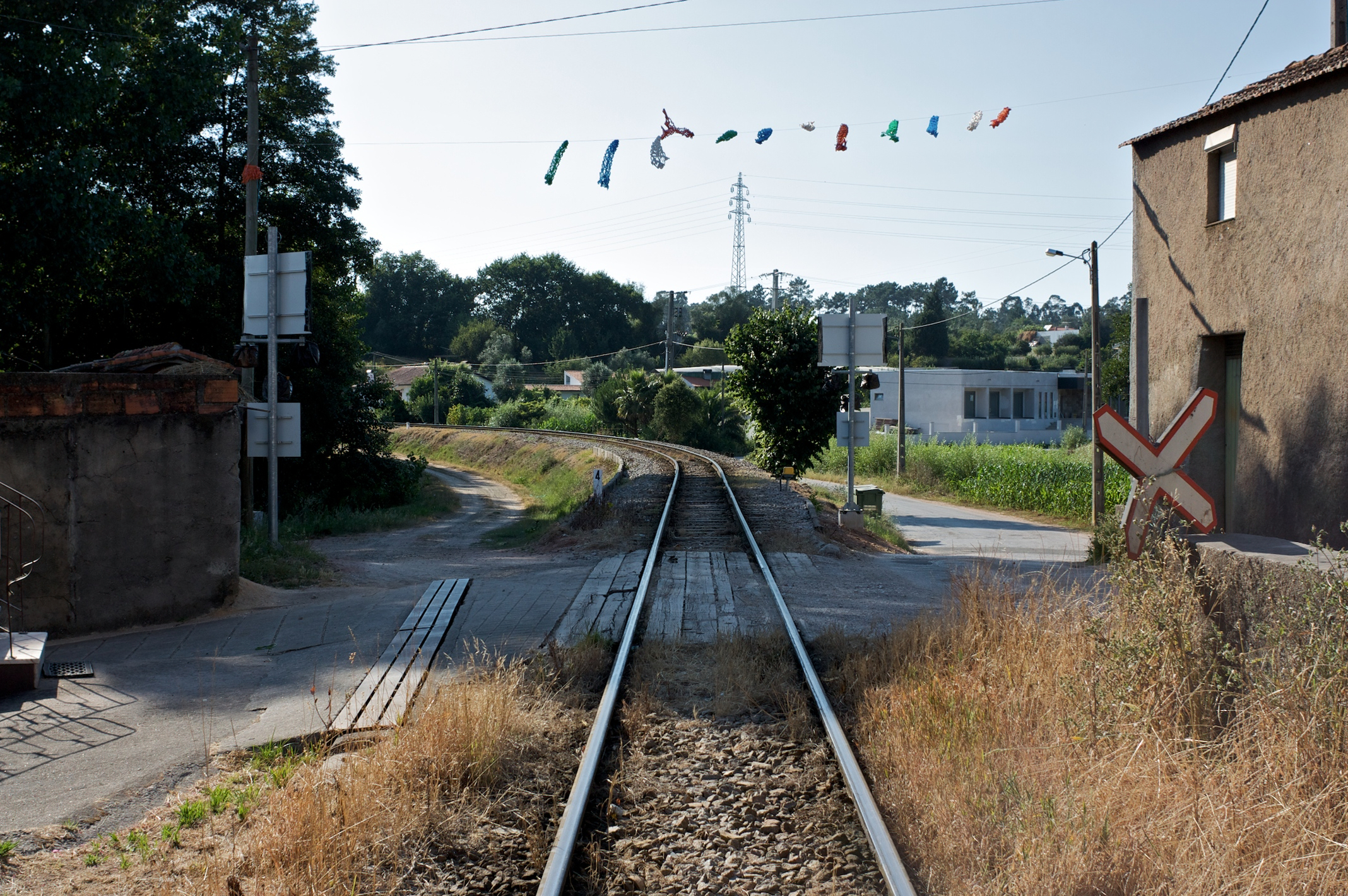
Passagem de nível na Linha do Vouga.

### Linha do Vouga

#### Traçado
A Linha do Vouga é um caminho de ferro em via métrica que ligava, no seu auge, as localidades de Viseu e Espinho, atingindo uma extensão de cerca de 140 km. Em 1990, o troço de Sernada do Vouga a Viseu, com 79 km de comprimento, foi encerrado, reduzindo a linha aos cerca de 61 km entre Espinho e Sernada.
Actualmente, apenas subsiste a ligação de Espinho a Sernada do Vouga, continuando os serviços pelo Ramal de Aveiro até à localidade com o mesmo nome.
Até 2005, quando o terminal da Linha foi passado para a Estação de Espinho-Vouga, a Linha do Vouga saída da Estação de Espinho, na Linha do Norte; em seguida, abandona a zona litoral e dirige-se para o interior, passando por várias estações e apeadeiros, destacando-se o Apeadeiro de Ul, a interface com a mais curta denominação em Portugal. A Linha termina na Estação de Sernada do Vouga, sendo continuada pelo Ramal de Aveiro.
Em 2013 os serviços ferroviários foram suspensos no troço entre Oliveira de Azeméis e Sernada do Vouga, por motivos de segurança, circulando apenas composições com fins técnicos (inspeção, manutenção, etc.), sendo o transporte de passageiros neste trajeto efetuado por táxis ao serviço da C.P. que frequentam locais próximos de cada estação e apeadeiro para tomadas e largadas.
|  |  |  |

|  |  |  |

|  |  |  |

|  |  |  |

|  |  |  |

|  |  |  |

|  |  |  |

|  |  |  |

|  |  |  |

|  |  |  |

 O ponto fulcral da Linha do Vouga é a estação de Sernada, onde a linha oriunda de Aveiro se bifurca — seguindo para Viseu, à direita, e para Espinho, à esquerda. No entanto, desde a fase de planeamento (década de 1890) até 1992, a nomenclatura das linhas contrariava a sua topologia, designado-se o trajeto Espinho-Viseu (incl. infleção em Sernada) como Linha do Vouga, sendo o segmento remanescente (Aveiro-Sernada) identificado como Ramal de Aveiro. Só em 1992 foi esta nomenclatura retificada, passando a designar-se Linha do Vouga o trajeto contínuo Espinho-Aveiro, ficando o restante segmento, Viseu-Sernada (entretanto extinto em 1990), com o nome Ramal de Viseu; no entanto, a igualmente já extinta Linha do Dão (S.C.Dão-Viseu) foi também integrada sob esta nóvel designação.

### Ramal de Aveiro

#### Obras de arte

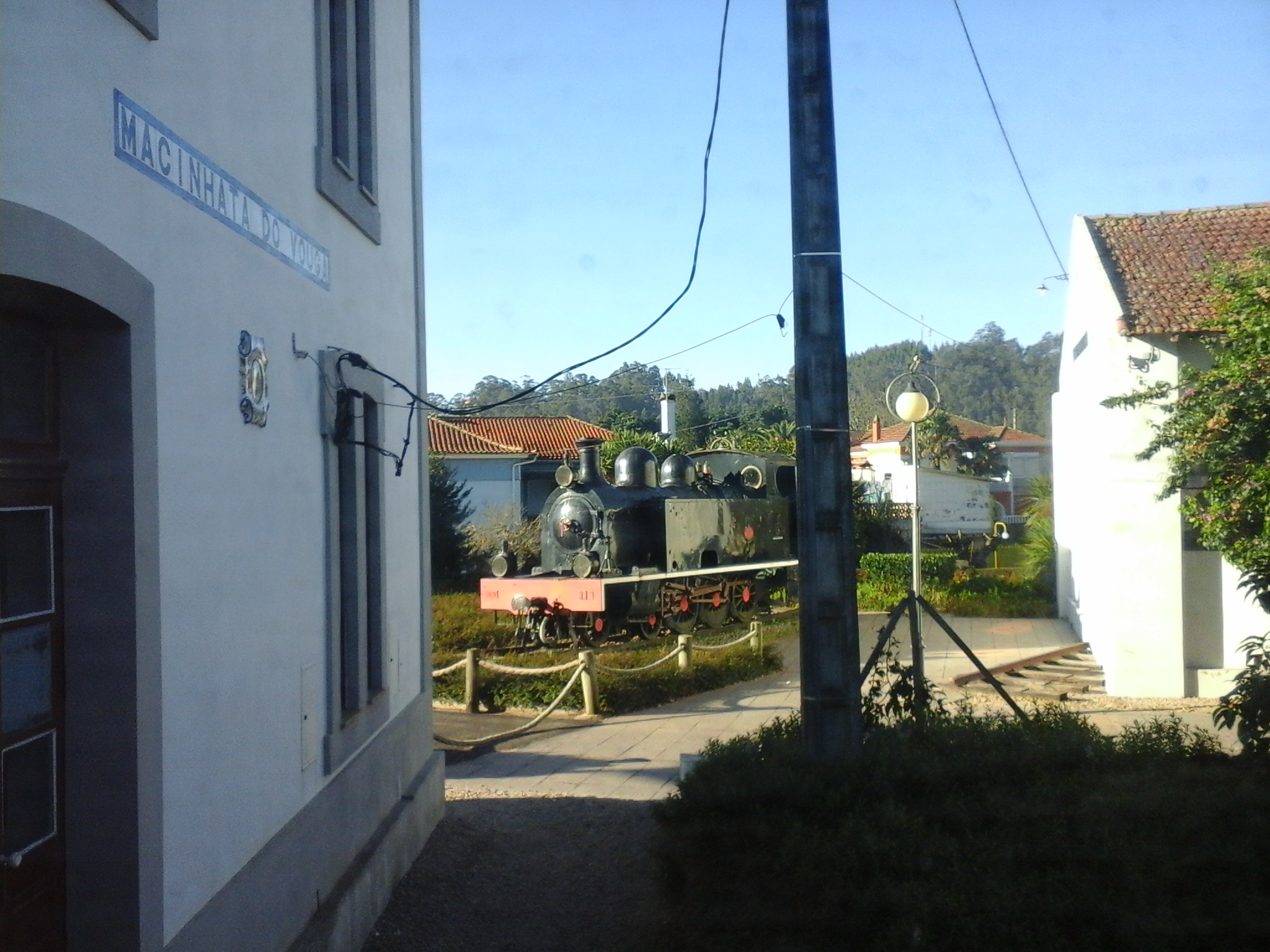
Antiga locomotiva a vapor na Estação de Macinhata do Vouga (Ramal de Aveiro), que alberga também um Museu Ferroviário.

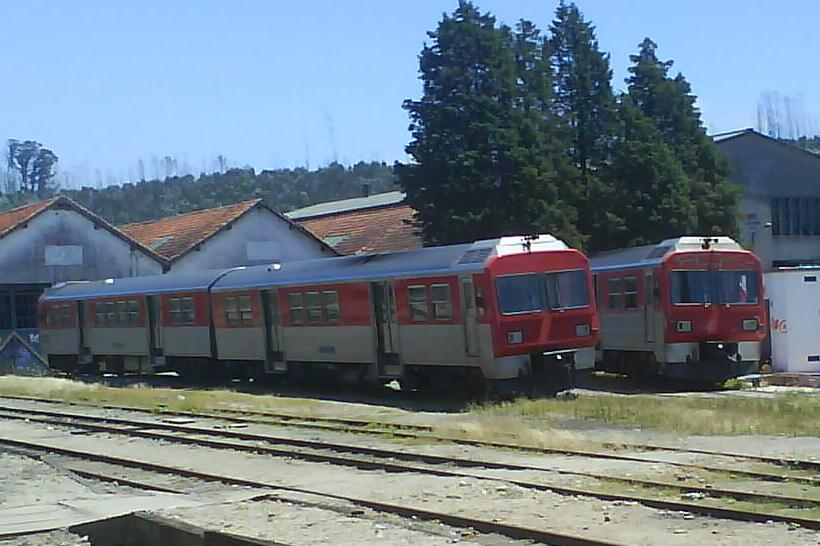
Unidades da Série 9 630, parqueadas na estação ferroviária de Sernada do Vouga.

Pontes
- Azurva - 28 m
- Araújo - 14 m
- Rio Águeda - 64 m
- Marnel - 23 m
- Sernada - 173 m

Túneis
- Eirol - 74 m

### Material Circulante e serviços
O material circulante utilizado inicialmente na rede ferroviária do Vouga inspirou-se fortemente nos caminhos de ferro franceses, por esta ser a origem dos primeiros administradores. Com efeito, entre as primeiras locomotivas utilizadas nesta linha encontram-se três máquinas tanque trazidas pelo engenheiro Mercier para auxiliar nas obras, tendo duas ficado para os serviços regulares, que foram integradas na Série E21 a E22 da Companhia dos Caminhos de Ferro Portugueses. O Caminho de Ferro do Vouga também recebeu, entre 1910 e 1913, sete locomotivas do tipo Mogul, duas fornecidas pela casa Decauville, e cinco pela empresa alemã Orenstein & Koppel, que se tornariam na Série E91 a E97 da CP. Outras locomotivas que prestaram serviço nesta linha foram as da Série E201 a E216.
Nesta linha circularam as séries 9 300, 9 700, 9 000, ME 50, 9 400 e 9 630; actualmente, apenas as automotoras desta última série circulam nesta linha.[carece de fontes?]

#### Serviços
Entre 1928 e 1972, circulou um serviço de ambulâncias postais nesta linha.

### Sinistralidade e prevenção
De acordo com a Rede Ferroviária Nacional, em 2007 esta linha registou um total de 20 acidentes, representando cerca de 30% de todos os sinistros registados em Portugal. No ano anterior tinham sido registados 27 acidentes.
A empresa propõe um investimento de 10 milhões de euros para fecho de passagens de nível, implementação de barreiras automáticas e melhoria no sistema de comando. O objectivo é reduzir em 70% os acidentes registados até ao ano de 2011.

## História

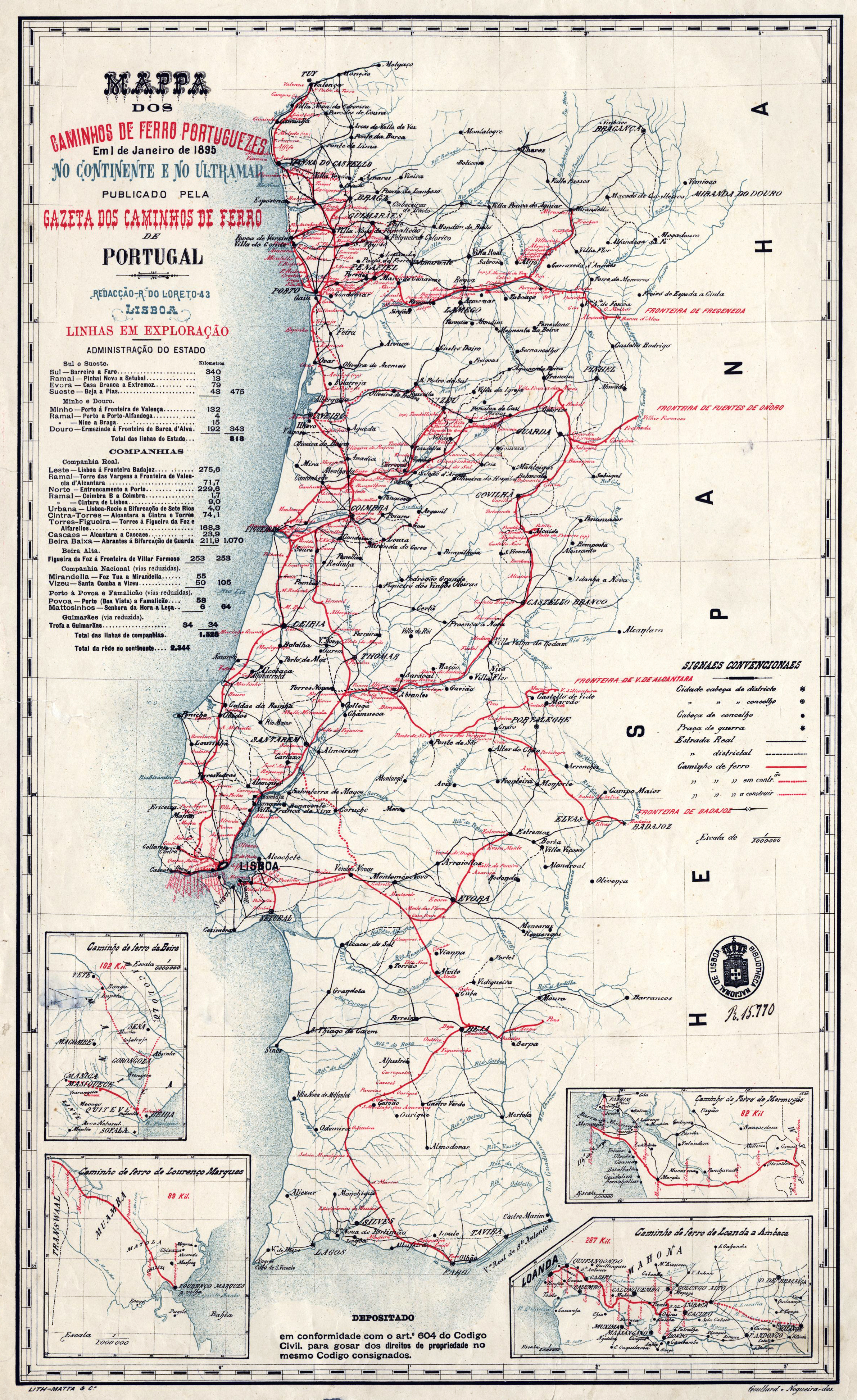
Mapa dos caminhos de ferro em Portugal em 1895. A Linha de Santa Comba Dão a Viseu já está concluída, estando ainda na fase de planeamento a Linha do Vouga e o seu ramal para Aveiro.

### Antecedentes e planeamento

#### Primeira fase
Desde as primeiras décadas do transporte ferroviário em Portugal que se procurou dotar a região de Viseu de caminhos de ferro, devido à sua riqueza económica. Desta forma, quando estava a ser planeada a Linha da Beira Alta, também se idealizou uma segunda rede ferroviária, no sentido de ligar aquela linha a Viseu. Em 1877, surgiram os primeiros planos para uma linha ferroviária, já com o nome de Vale do Vouga, que ligaria Estarreja a São Pedro do Sul, passando por Albergaria-a-Velha e Vouzela. Porém, devido às dificuldades em construir a linha, numa região de relevo acidentado, as obras foram adiadas, tendo em 1879 sido mudado o ponto inicial para Espinho, que ficava mais próximo da cidade do Porto. Neste período, já se previa que a linha teria um ramal para Aveiro, partindo de Sever do Vouga.
Em 1890, Viseu foi ligada à rede ferroviária nacional pela Linha de Santa Comba Dão a Viseu. Na década de 1890, surgiu uma crise económica, que levou a uma redução na confiança em relação ao investimento nos caminhos de ferro, situação que prejudicou as tentativas de arranque de várias empresas neste ramo, incluindo as futuras operadoras das Linhas do Valle do Vouga e do Valle do Lima. Um dos principais motivos para a construção da Linha do Vouga prendia-se com o escoamento da abundante produção agrícola do vale daquele curso de água, especialmente para os mercados do Porto, através da ligação directa com a Linha do Norte. Em 1894, os estudos e os trabalhos de campo para a Linha do Vale do Vouga já tinham sido concluídos, e em Maio desse ano, Francisco Palha já tinha entregue o ante-projecto do troço entre Espinho e o Rio Caima ao governo.
Em Janeiro de 1895, os concessionários já tinham divulgado ao público o percurso que tinham planeado para a linha. Esta ligaria Espinho ao Caminho de Ferro de Viseu, passando por Vila da Feira, São João da Madeira, Oliveira de Azeméis, Sever do Vouga, Couto de Esteves, Oliveira de Frades e Vouzela. O primeiro tramo seria de Espinho a Valle Maior, servindo as localidades de Paços de Brandão, São João de Ver, Vila da Feira, São João da Madeira, Couto de Cucujães, Oliveira de Azeméis, Macinhata do Vouga, Travanca, Branca e Carvalhal da Portela, e teria cerca de 55 Km de extensão, com um prazo de construção de cerca de dezoito meses. Previa-se que a segunda parte, desde Valle Maior até Viseu, demoraria aproximadamente dois anos para ser construída. O custo total das obras em ambos os lanços, mais os estudos do segundo, além de despesas administrativas e outros encargos, foi computado em 2:530.000$000 Réis, dos quais 630:000$000 seriam lançados em acções pela companhia, e o restantes 1:900.000$000 seriam obtidos através de obrigações. Em 10 de Outubro do mesmo ano, foi revelado o projecto definitivo, produzido sob a coordenação do engenheiro Xavier Cordeiro, que incluia o ramal entre Sever do Vouga e Aveiro. Devido ao relevo montanhoso, foram utilizados limites de 90 m para as curvas, e de 25 mm para as rampas. Em 30 de Julho de 1896, o projecto da linha foi estudado e homologado pelo Conselho Superior de Obras Públicas.

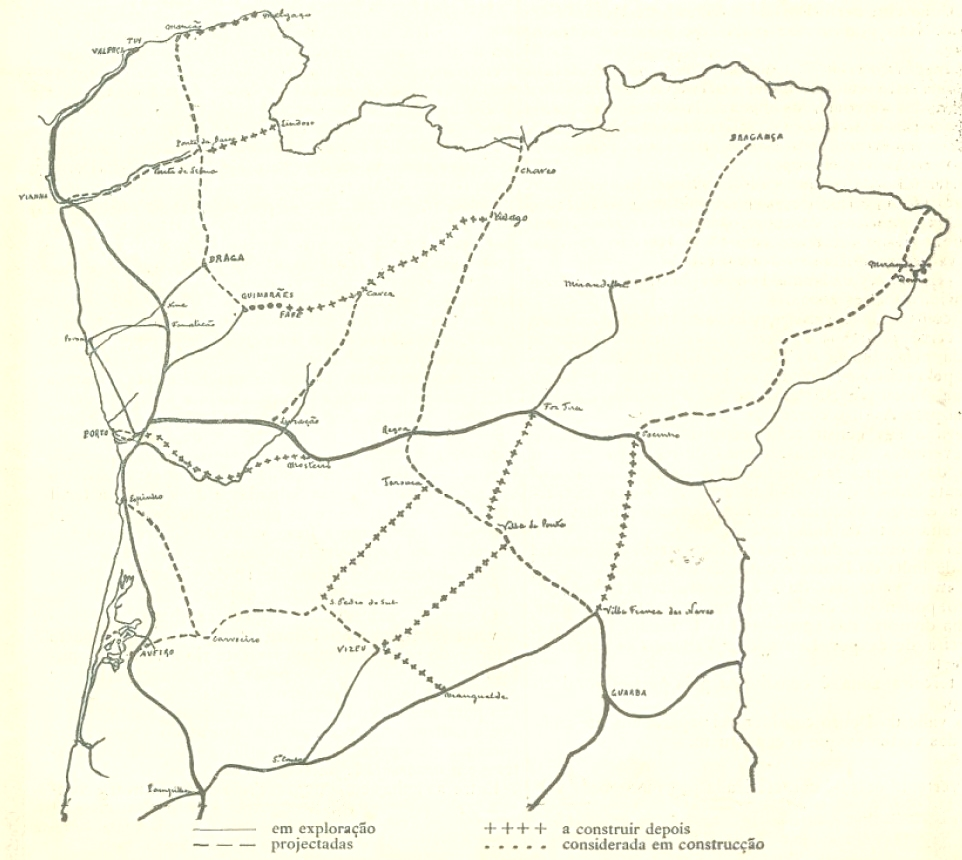
Plano da Rede Complementar ao Norte do Mondego, decretado em 15 de Fevereiro de 1900. Nessa altura, estava planeado que o Ramal para Aveiro se iniciasse junto ao Carvoeiro.

#### Segunda fase
Nos finais do século XIX, verificou-se um atraso no crescimento da rede ferroviária nacional, contexto que atingiu também a Linha do Vouga. Esta situação só foi resolvida após a entrada de Manuel Francisco de Vargas para a pasta das Obras Públicas, Comércio e Indústria, tendo sido responsável pela publicação de vários alvarás que reorganizaram e definiram as concessões ferroviárias, como as das Linhas do Corgo e do Vouga. Assim, dois alvarás, de 11 de Julho de 1889 e 23 de Maio de 1901, autorizaram o empresário Francisco Pereira Palha a construir e explorar, ou a formar uma empresa com esse fim, uma linha férrea de via estreita entre Torredeita e Espinho, com um ramal para Aveiro em Sever do Vouga, durante um período de 99 anos. No primeiro diploma, emitido pelo Ministro das Obras Públicas, Eduardo José Coelho, não foi atribuída qualquer subvenção, nem garantias de juro, sendo totalmente da responsabilidade do concessionário a angariação dos recursos financeiros necessários. Para publicar este alvará, seria necessário um depósito de garantia no valor de 50 mil réis. Nesta altura, um dos maiores adversários à construção da Linha do Vouga era a Companhia Real dos Caminhos de Ferro Portugueses, devido ao traçado paralelo desta via férrea em relação à Linha do Norte no troço junto a Espinho. Para resolver este conflito, o então Ministro das Obras Públicas, Elvino José de Sousa Brito, inseriu, numa portaria de 11 de Maio de 1900 sobre um acordo com a Companhia Real acerca da Linha de Vendas Novas, uma cláusula onde compeliu a Companhia a desistir de quaisquer reclamações sobre a Linha do Vouga ou o Ramal de Aveiro.
Quando entrou em vigor a lei de 14 de Julho de 1899, que instituiu o fundo especial de caminhos de ferro, para subsidiar a construção de linhas complementares e a realização de obras e melhoramentos necessários, foi pedido que fosse aplicada à Linha do Vouga. Porém, este direito foi negado, uma vez que a linha não tinha sido classificada como complementar à rede ferroviária dos Caminhos de Ferro do Estado. Esta decisão seria posteriormente revertida por Manuel Francisco de Vargas no segundo alvará, onde ficou estabelecido que a Linha receberia os benefícios referentes à quinta base da lei de 14 de Julho de 1899, que se referia à cedência dos impostos de trânsito e selo durante trinta anos, e a isenção de impostos nas acções e obrigações durante o mesmo período, tendo sido igualmente aplicada a redução do depósito a 8 mil réis, como previa a lei de 1899.
Em Fevereiro de 1902, esperava-se que os trabalhos de construção da então denominada Linha do Valle do Vouga se iniciassem em Março do mesmo ano. Em 16 de Abril desse ano, a Gazeta dos Caminhos de Ferro noticiou que o deputado Francisco de Castro Mattoso tinha pedido ao governo para tomar providências no sentido de obrigar o concessionário da Linha do Vouga a iniciar as obras, sob pena de perder os seus direitos. O interesse das populações locais na construção da via férrea pode ser demonstrado através de um pedido que a autarquia de São Pedro do Sul fez ao governo, na sessão das Câmaras Legislativas de 1902-1903, realizada em 1903, no qual pretendeu que a Linha do Vouga fosse introduzida na rede geral do país. Nesse ano, procurou-se obter uma garantia segura sobre os capitais, tentativa que não foi bem sucedida devido à oposição do novo Ministro das Obras Públicas, Alfredo de Vilas-Boas. Uma vez que os prazos constantes no alvará tinham por base a ratificação do projecto, Alfredo de Vilas-Boas aprovou-o, mas alterando o ponto de entroncamento do Ramal de Aveiro para Sernada do Vouga. A aprovação foi oficializada em 30 de Outubro de 1903, embora tenham sido impostas várias condições, incluindo o estudo de uma variante junto a Viseu, e diversas modificações nas curvas, túneis, pontes e outras infra-estruturas.
Não obstante os apoios estatais, e a então previsível rendibilidade da Linha, Fernando Palha não logrou, apesar de várias tentativas, reunir os capitais necessários para a construção. Assim, em princípios de 1905, José Fernando de Sousa estudou, a pedido do engenheiro Carrasco Bossa, a possibilidade de substituir a vantagem atribuída anteriormente, sobre a cedência do produto dos impostos de trânsito e selo durante os primeiros trinta anos de exploração, pela atribuição da garantia do complemento de juro de cinco por cento. Com efeito, provou-se que seria impossível iniciar a construção da linha, sem a garantia de juro, além que este benefício iria reforçar a empresa no princípio da sua operação, possibilitando-lhe um estável desenvolvimento de tráfego, e consequentemente, bons resultados de exploração. Além disso, não era aconselhável que este empreendimento fosse passado para a responsabilidade directa do Estado, uma vez que este organismo já tinha nas suas mãos várias linhas, cuja construção teria de ser custeada com recurso ao crédito. Baseado nas previsões de tráfego de mercadorias e passageiros, foi aplicado um rendimento de 2 mil réis por quilómetro. Este relatório foi bem aceite pelo sucessor de Vilas-Boas, Eduardo José Coelho, que incumbiu Fernando de Sousa de preparar a portaria de 15 de Abril, que autorizou o pedido para a concessão da garantia de juro, e ordenava a assinatura do contrato provisório, com o valor do depósito aumentado para 50 mil réis. O contrato provisório foi assinado em 25 de Abril de 1904, tendo o capital por quilómetro sido aumentado para 20 mil réis.
Ainda no século XIX, durante a pasta de Emídio Navarro no Ministério das Obras Públicas, Comércio e Indústria, aquele estadista ordenou a realização de vários projectos para os caminhos de ferro na região Norte do país, incluindo uma linha, em via larga ou estreita, ligando Viseu a Chaves, que foi posteriormente alterada para via estreita, devido ao acidentado relevo.

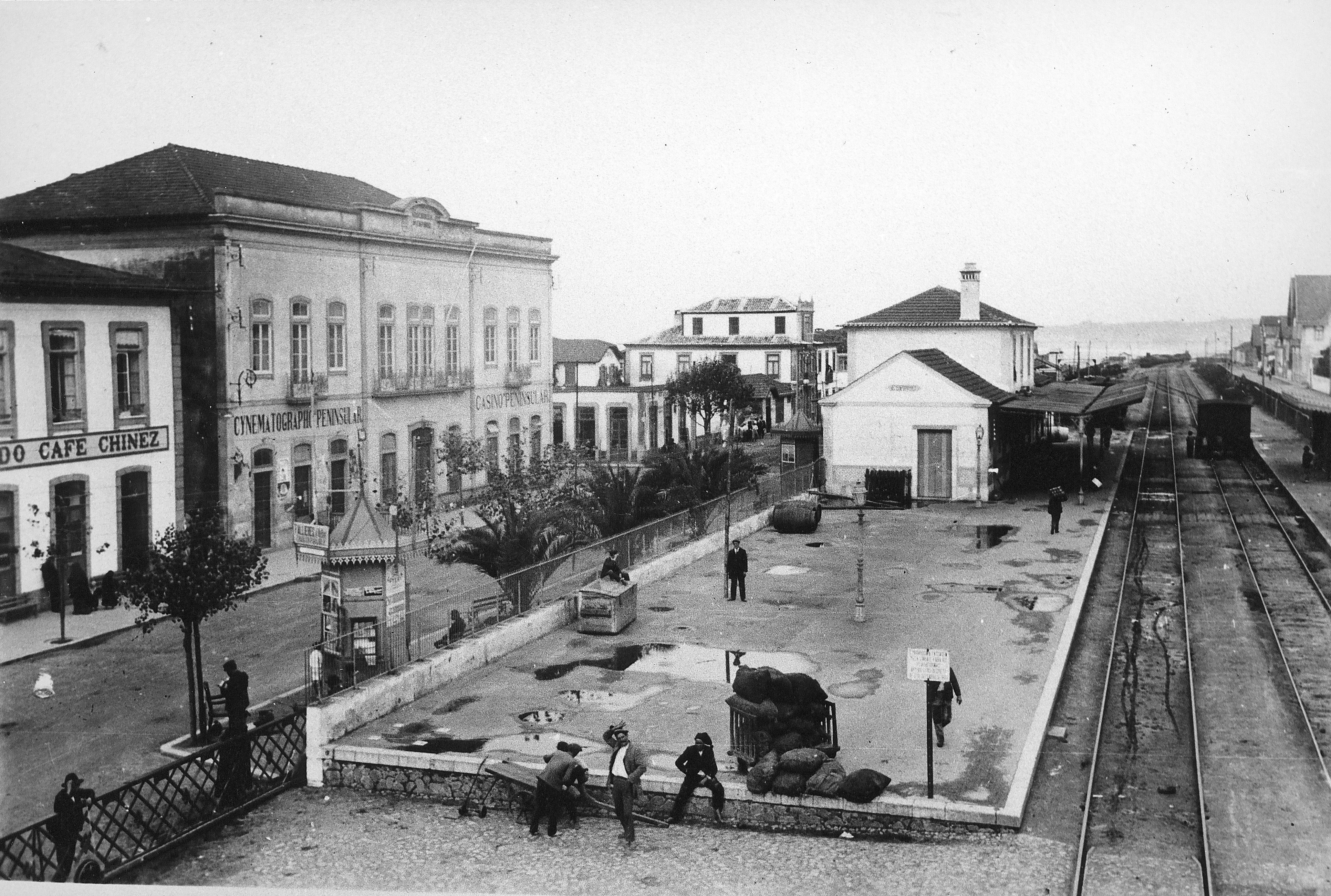
Fotografia antiga da Estação de Espinho.

#### Terceira fase
No entanto, mesmo assim este empreendimento não teve seguimento, devido a vários problemas de cariz económico e técnico, tendo Frederico Pereira Palha trespassado, após ter sido autorizado a tal por um decreto de 17 de Março de 1906, a sua concessão para uma nova empresa, a Compagnie Française pour la Construction et Exploitation des Chemins de Fer à l'Étranger, com a razão social portuguesa de Companhia dos Caminhos de Ferro do Vale do Vouga. No entanto, os problemas políticos, nomeadamente a queda do governo de Hintze Ribeiro e a entrada do novo ministério de João Franco, atrasaram o processo, e só após várias intervenções da Companhia é que ambas as câmaras votaram e foi promulgada a lei de 20 de Dezembro de 1906, que homologou o contrato provisório de 1905. Entretanto, a Companhia dos Caminhos de Ferro Portugueses da Beira Alta tinha feito, nos dias 2 e 18 de Setembro de 1905, várias reclamações devido ao facto da linha projectada apresentar um traçado paralelo, a menos de quarenta quilómetros de distância de uma parte da Linha da Beira Alta; estas acusações foram refutadas pelo acórdão de 30 de Julho de 1908 do Tribunal Arbitral. O contrato definitivo com o Estado foi assinado em 5 de Fevereiro de 1907.
A Compagnie Française era fundada em capitais franceses, podendo ser considerada uma subsidiária da Compagnie de chemins de fer départementaux. O grande impulsionador da empresa foi Francisco Mercier, apoiado financeiramente pelo banco francês Crédit Mobilier. Com efeito, verificava-se uma clara influência francesa na organização, nas construções, incluindo as estações e os anexos, e no material circulante, tendo sido aplicado um tipo de atrelagem em tensor com um tampão central ovalado e obliterado na parte inferior, para melhorar a inscrição do tensor no engate central; um sistema semelhante já tinha sido adoptado pela Companhia Nacional de Caminhos de Ferro nas suas Linhas do Tua e Dão.

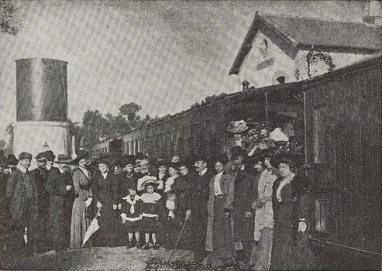
Cerimónia de inauguração da Linha do Vouga, na estação de Oliveira de Azeméis.

### Construção e inauguração

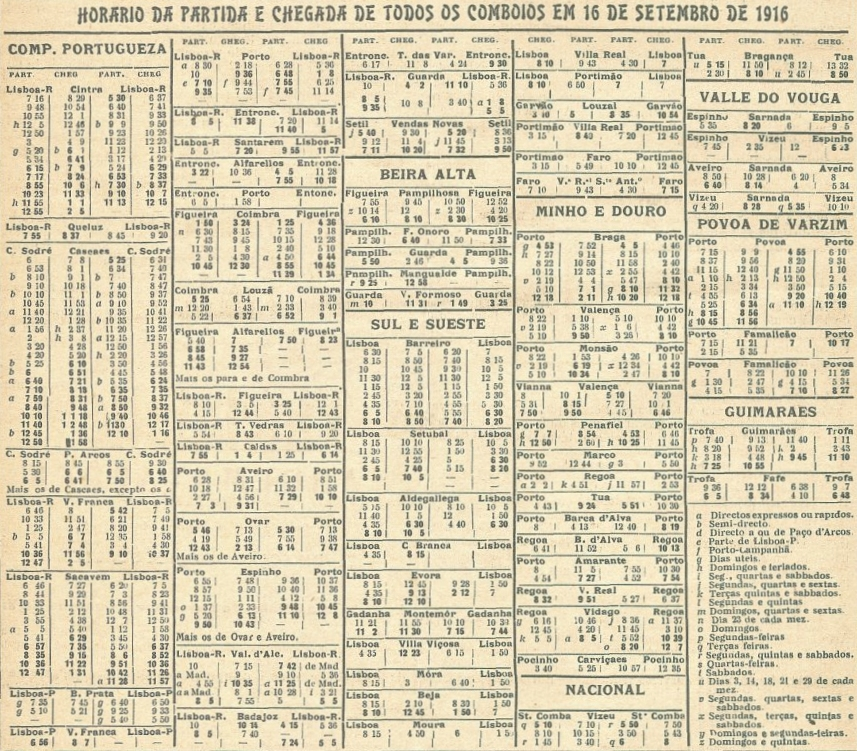
Horários de todos os comboios em Setembro 1916, incluindo a Linha do Valle do Vouga.

Em 20 de Setembro de 1907, foi aprovado o projecto para a futura Estação de Espinho-Vouga, tendo os trabalhos começado em finais desse ano, embora só em 2 de Janeiro de 1908 é que foi publicada a portaria aprovando os tipos de via, edifícios e outras obras de engenharia. Os trabalhos da linha prosseguiram com grandes dificuldades, tendo sido necessário construir inúmeras curvas devido ao relevo acidentado. O primeiro troço, entre Espinho e Oliveira de Azeméis, foi inaugurado em 23 de Novembro e abriu à circulação no dia 21 de Dezembro de 1908, tendo a cerimónia de inauguração contado com a presença do Rei D. Manuel II. Neste período, já estavam adiantadas as obras do troço seguinte, até Albergaria-a-Velha.
O lanço entre Ul e Albergaria-a-Velha entrou ao serviço em 1 de Abril de 1909. No entanto, surgiram várias dificuldades que resultaram em atrasos nas obras, tornando impossível cumprir as datas do contrato de 1905, pelo que o Ministro do Fomento, Brito Camacho, concedeu, através de um decreto de 9 de Maio de 1911, uma prorrogação de dois anos para concluir a Linha do Vouga. Em 8 de Setembro de 1911, abriu ao serviço o tramo entre Albergaria a Velha e Macinhata do Vouga e o Ramal de Aveiro. Neste período, foi rapidamente elaborado o projecto entre Sernada do Vouga e Viseu, com várias obras de arte importantes, como as de São Tiago e do Pego, com as quais se inaugurou, em Portugal, o uso de alvenaria aparelhada nas pontes e a utilização de vãos de grandes dimensões.
O troço de Sernada ao Rio Mau, com cerca de 4 km, entrou ao serviço em 5 de Maio de 1913, em 5 de Setembro do mesmo ano, abriu o lanço de Bodiosa a Viseu, e, em 4 de Novembro, foi aberto o tramo de Rio Mau até Ribeiradio. Em 30 de Novembro, a linha chegou até Vouzela, tendo sido concluída com a abertura do troço entre Vouzela e Bodiosa, em 5 de Fevereiro de 1914. Assim, o troço entre Sernada do Vouga e Viseu, com 79 km de comprimento, demorou cerca de dois anos a ser construído, prazo semelhante àquele que os concessionários tinham previsto para a construção do lanço entre Valmaior e Viseu, em 1895. Ainda assim, as obras sofreram constantes atrasos, devido à apresentação de várias variantes, e a demoras na aprovação dos projectos; por exemplo, foi necessário mais tempo para ratificar o projecto da Ponte do Poço de São Tiago, do que a construção daquela estrutura. No seu auge, a rede ferroviária do Vouga, incluindo o Ramal de Sernada do Vouga a Aveiro, atingiu cerca de 175 km.

### Primeira Guerra Mundial
Escassos meses após a abertura, deflagrou a Primeira Guerra Mundial, que teve vários efeitos negativos na linha, como a mobilização de dois dirigentes da empresa foram mobilizados, a escassez de carvão, que teve de ser substituída por lenha, e a falta frequente de vários materiais e dos víveres para o pessoal. Durante a guerra também se verificou uma greve, e surgiu um foco de Gripe pneumónica na região, centrada na zona de Sernada do Vouga, que provocou numerosos doentes. Este conflito provocou igualmente uma crise económica e a desvalorização da moeda, o que prejudicou o tráfego na linha, que ficou aquém das previsões de 1905. Por outro lado, também surgiram vários problemas com o estado, que foram resolvidos a favor da companhia, pelo tribunal arbitral. Estas situações foram agravadas pelos problemas de comunicação com a sede da empresa, em Paris, e pelo facto da empresa ainda se encontrar, naquele momento, numa fase de organização, devido à recente inauguração da linha. Ainda assim, a companhia conseguiu que fosse modificada a fórmula de exploração, tendo sido elevado o respectivo coeficiente, e a concessão para construir um ramal até ao Canal do Cojo. O contrato de 1907 foi modificado pela Lei n.º 789, datada de 25 de Agosto de 1917, e novamente em 23 de Agosto de 1918, em relação à cedência de terrenos para a continuação da linha, entre a Estação de Aveiro e o Canal do Cojo, e aos custos de exploração. Em Junho desse ano a rede do Vouga foi uma das atingidas por uma grande greve dos ferroviários, onde também participaram os trabalhadores da CP, Beira Alta, Companhia Nacional e Guimarães.

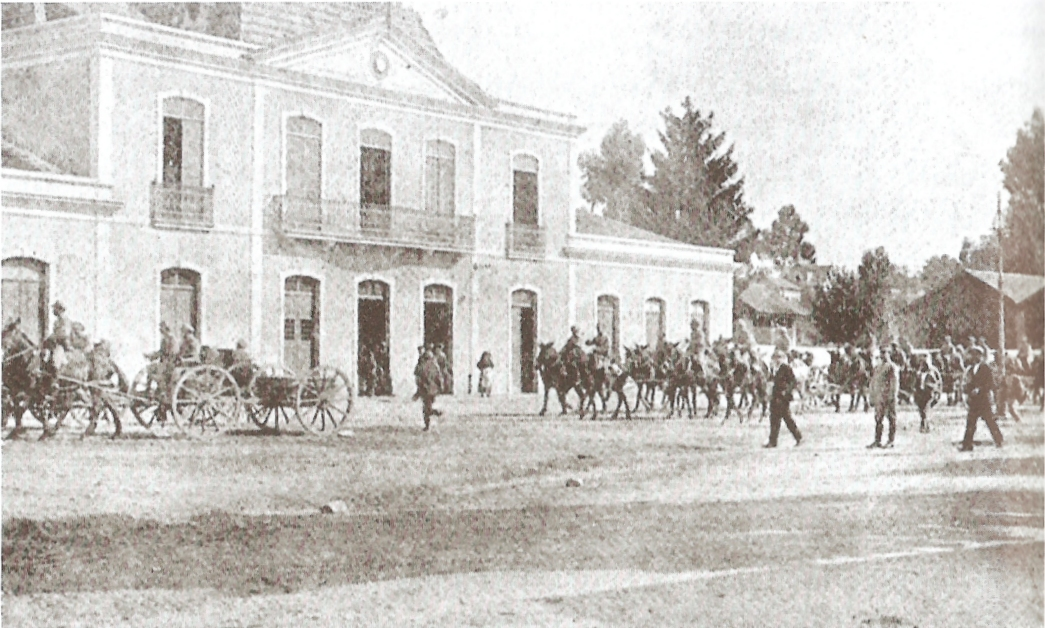
Estação Ferroviária de Viseu, cerca de 1920.

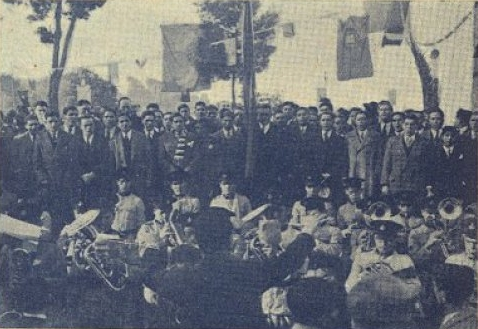
Um orfeão a cantar o hino do Caminho de Ferro do Vale do Vouga na Vila da Feira, à chegada dos convidados para uma exposição na estação, em 1934.

### Décadas de 1920 e 1930
Mesmo após o final da Primeira Grande Guerra, a operadora da rede do Vouga continuou a sofrer de graves problemas no seu funcionamento, tendo em Março de 1920 estalado um conflito entre a empresa e os trabalhadores, que entraram em greve em Junho desse ano. Em 9 de Julho, ocorreu em Espinho uma manifestação de ferroviários e operários industriais contra a má situação da companhia. Ano período após a Primeira Grande Guerra, o engenheiro Ricardo O'Neill, que até 1908 interviera várias vezes nos negócios da empresa, iniciou o seu processo de nacionalização, e a conversão da sua dívida em obrigações. Este processo foi bem sucedido, tendo a Compagnie Française decidido adoptar a nacionalidade portuguesa, na assembleia geral de 7 de Julho de 1923. Assim, em 1 de Abril de 1924, foram  publicados os novos estatutos, criando a Companhia Portuguesa para a Construção e Exploração de Caminhos de Ferro, como uma nova entidade, enquanto que uma divisão da antiga Compagnie Française, que realizava a exploração das linhas, também sofreu o mesmo processo, passando a apresentar o nome de Sociedade Portuguesa. Iniciou-se assim um período de grande prosperidade para a linha, tendo sido melhoradas as infra-estruturas e o material circulante, e ampliado o tráfego. Em 1 de Janeiro de 1924, foi aprovado o Regulamento da Caixa de Aposentações e Socorros do Vale do Vouga. Em 1926, a receita aumentou para 30 mil escudos por quilómetro, e as receitas líquidas totais eram superiores a um milhão de escudos. Um decreto de 15 de Novembro de 1926 concedeu à Companhia a exploração de um ramal que partisse de Aveiro para norte divergindo para o Canal de São Roque, e seguisse depois para sul até Ançã, passando por Cantanhede, Mira, Ílhavo e Vagos. Desta linha veio a ser construído apenas o primeiro segmento, o Ramal de Aveiro-Mar.
Em finais de 1926, a Junta Geral do Distrito de Viseu pediu que fosse construída uma linha entre Viseu e Tua. Em finais de 1932, o Ministro das Obras Públicas e Comunicações, Duarte Pacheco, ordenou que esta ligação ferroviária fosse estudada pela Direcção Geral de Caminhos de Ferro, embora os estudos para este caminho de ferro já tivessem sido feitos há alguns anos.
Nos anos 30, a companhia empenhou-se num esforço de promoção turística da linha, tendo melhorado o material circulante e as condições do serviço, e organizado várias excursões e passeios; no âmbito desta estratégia, preparou, em Dezembro de 1933, por ocasião do 25.º aniversário da abertura à exploração do primeiro troço da Linha do Vouga, no dia 21 de Dezembro, o primeiro Congresso Regional Ferroviário, um certame de cariz turístico, cultural e industrial sobre a região do Vouga, tendo sido montadas exposições em várias estações desta linha. Porém, nos princípios desta década, começou-se a fazer sentir mais fortemente a concorrência do transporte automóvel.

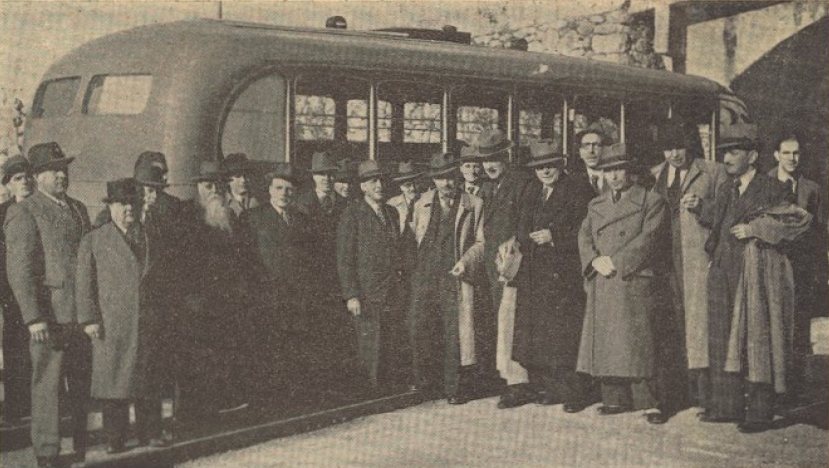
Inauguração de uma automotora na estação de Vouzela, em 1940.

### Décadas de 1940 a 1970
A lei n.º 2 008, publicada em 7 de Setembro de 1945, determinou que o governo começasse a planear a união de todas as concessões ferroviárias em Portugal, de bitolas estreita e larga, numa só, de forma a melhorar a gestão e eficiência desta modalidade de transporte. Assim, a escritura de transferência da Companhia Portuguesa para a Construção e Exploração de Caminhos de Ferro para a Companhia dos Caminhos de Ferro Portugueses foi lavrada em 1946, e, no dia 1 de Janeiro de 1947, a Linha do Vouga e o Ramal de Aveiro passaram a ser exploradas por esta empresa. Entretanto, em Maio de 1946 a CP foi autorizada a ceder parte das suas reservas de carvão à Companhia do Vouga, devido à escassez daquele mineral que se fez sentir logo após a Segunda Guerra Mundial.
Em 1968, estava a ser utilizado, na Linha do Vouga, um sistema de exploração no qual algumas estações entravam em eclipse, ou seja, deixavam de ter influência sobre a circulação ferroviária, em certas horas de menor movimento, de forma a reduzir os gastos com o pessoal. Em Julho de 1969, a CP decidiu encerrar algumas das vias férreas de menor tráfego, incluindo a Linha do Vouga. Em 1972, o troço entre Sernada do Vouga e Viseu foi encerrado, devido alegadamente aos incêndios provocados pelas locomotivas a vapor, embora esta medida tenha revertida após a Revolução de 25 de Abril de 1974. Assim, o lanço foi reaberto em 1 de Junho de 1975, passando a utilizar apenas exclusivamente material motor a gasóleo. Com efeito, entraram ao serviço, nesta fase, algumas das automotoras da 9300 com os seus reboques.

### Décadas de 1980 e 1990
No início da década de 1980, as restantes automotoras da Série 9300 foram transferidas da Linha do Tua para as Linhas do Vouga, e, nos princípios dos anos 90, juntaram-se-lhes algumas automotoras da Série 9 700, situação que perdurou até ao fim do serviço de ambas as séries, em 2001. O troço entre Sernada do Vouga e Viseu foi encerrado em 1 de Janeiro de 1990. Em 1995, estavam a ser planeados serviços regulares de tipologia turística em várias linhas portuguesas, incluindo a do Vouga, destacando-se uma iniciativa da Estalagem da Pateira, que organizava viagens de comboio entre Aveiro e Macinhata do Vouga, com visita ao museu daquela estação.

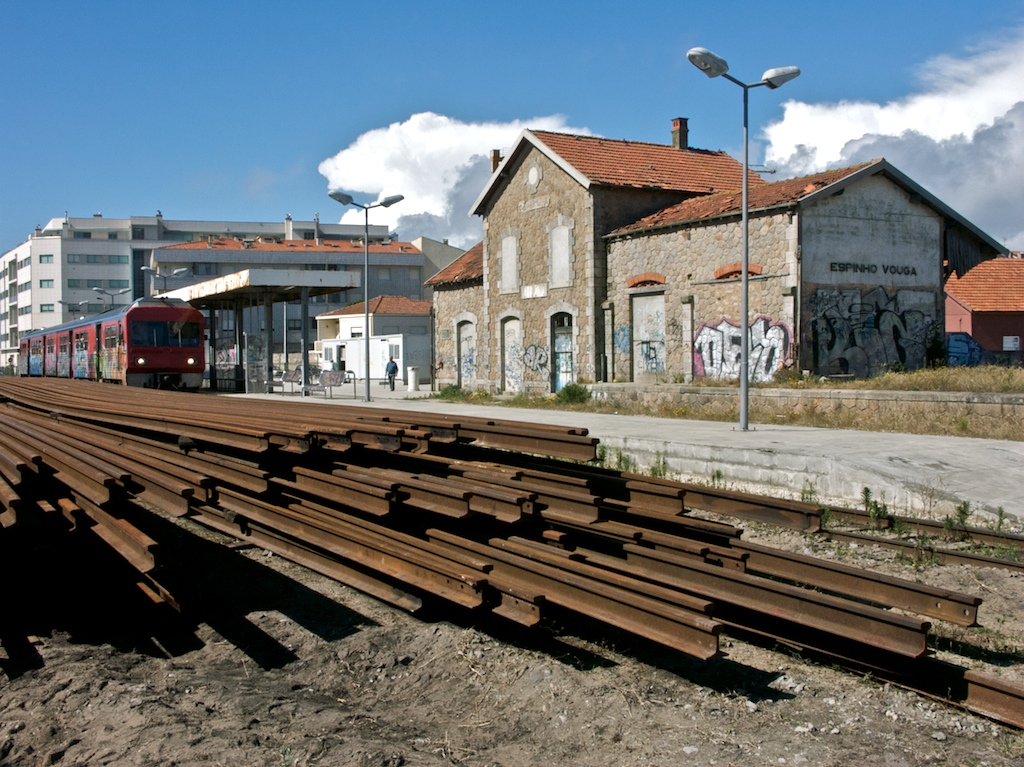
Estação de Espinho - Vouga, em 2008.

### Década de 2000
Em 29 de outubro de 2001, o automóvel onde seguia o antigo ciclista Fernando Mendes e mais duas pessoas foi colhido por um comboio numa passagem de nível sem guarda em Rio Meão. Os outros dois ocupantes do veículo escaparam ilesos, mas o antigo ciclista, vencedor da Volta a Portugal de 1974, foi transportado em coma para o Hospital de Santo António (no Porto) e acabou por morrer no dia seguinte.
Em 2002 foi anunciado um programa de reconversão das cerca de 200 passagens de nível existentes na Linha do Vouga, com eliminação de 70 destas e automatização das restantes.
Em 2005, o troço entre as Estações de Espinho e Espinho-Vouga foi encerrado, devido ao projecto de enterramento da Linha do Norte, da qual a estação principal fazia parte; a nova estação de Espinho, enterrada no subsolo, não incluía linhas para os comboios da Linha do Vouga, pelo que a Linha do Vouga passou a ter o seu terminal em Espinho-Vouga.
Em finais da década de 1990 e inícios da década de 2000 foram apresentados os primeiros estudos para a criação de um sistema de metropolitano ligeiro de superfície em Aveiro, ideia que foi debatida (embora numa fase inicial) ao longo de grande parte da década de 2000. Neste contexto, foi proposta a transformação de parte do Ramal de Aveiro numa linha de metro, particularmente no troço entre Águeda e Aveiro. No entanto, em 2008, a crise financeira mundial levou à suspensão do projeto do Metro de Aveiro.
Em Outubro de 2009, foi apresentado, pela autarquia de Oliveira de Frades, uma proposta para a instalação de uma ecopista para ciclistas e peões, no troço encerrado da Linha do Vouga, entre Viseu e Sernada do Vouga; neste projecto, denominado de Ecopista do Vale do Vouga, estava prevista a recuperação e remodelação das estações e apeadeiros ao longo da ecopista. Nesse ano, os terrenos anexos à via estavam a ser utilizados como hortas por alguns moradores de São João da Madeira.

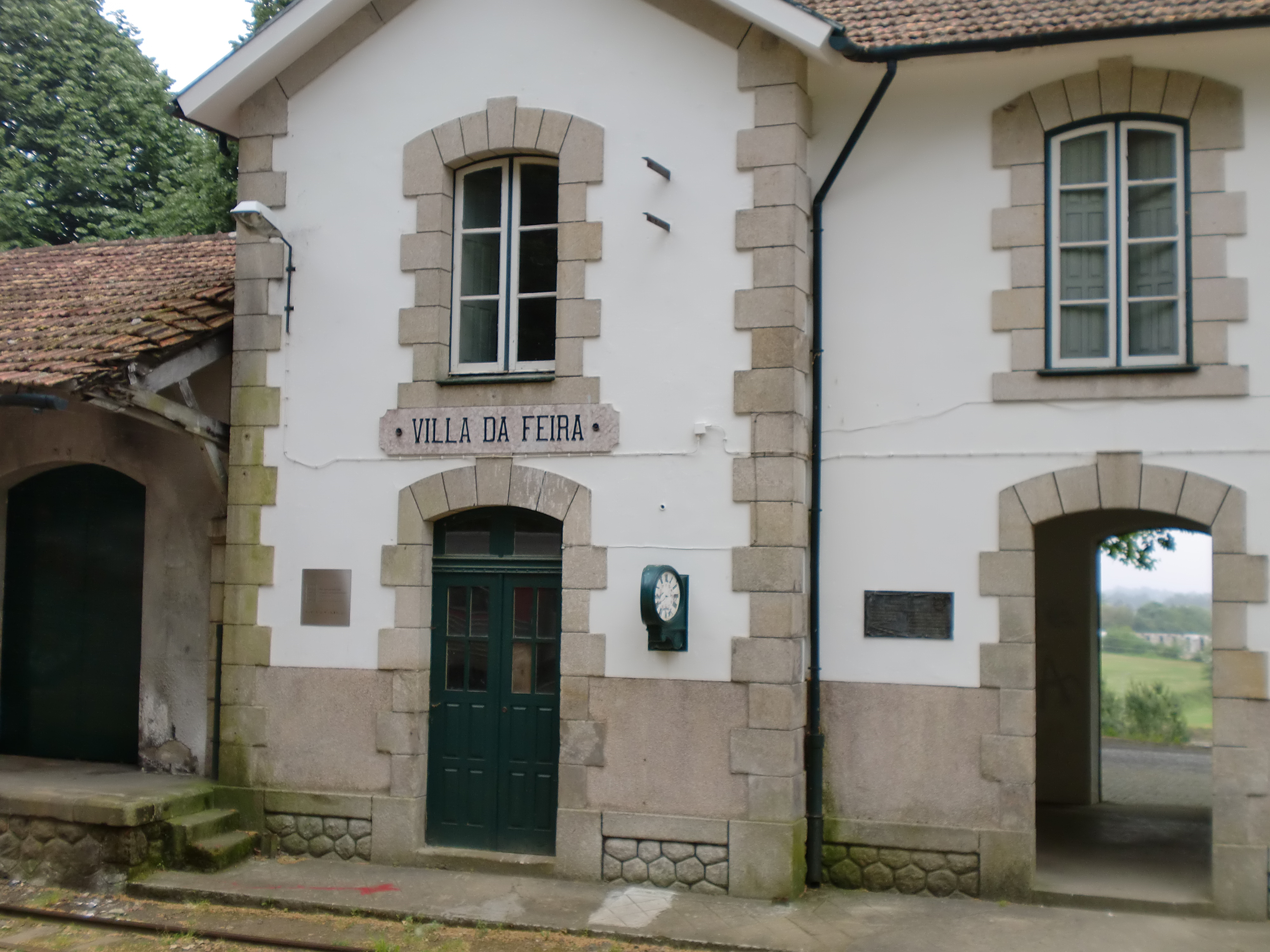
Estação de Vila da Feira, em 2010.

### Década de 2010
Em Fevereiro de 2010, a circulação no troço entre São Paio de Oleiros e Aveiro foi interrompida, devido à queda de árvores de grande porte. Em Fevereiro do ano seguinte, deu-se um atropelamento numa passagem de nível junto à localidade de São Paio de Oleiros, que fez uma vítima mortal e interrompeu a circulação. Em Dezembro de 2012, a circulação neste troço foi interrompida devido à queda de um pontão.
Em julho de 2012 foi apresentado um estudo encomendado pela Área Metropolitana do Porto sobre a modernização e exploração da Linha do Vouga entre Espinho e Oliveira de Azeméis. O estudo, realizado pela consultora Trenmo, concluiu que a Linha do Vouga tinha o mesmo potencial de captação de passageiros que a Linha de Guimarães, uma linha originalmente de bitola métrica e cujo troço entre a linha Porto–Braga (em Lousado) e Guimarães foi convertido para bitola ibérica e eletrificado, obras concluídas em 2004, o que permitiu a sua plena integração na rede de suburbanos do Porto e o início de uma "revolução" em termos de tráfego de passageiros. O estudo propôs a conversão para bitola larga e eletrificação da Linha do Vouga entre Espinho e Oliveira de Azeméis, de modo a permitir viagens sem qualquer transbordo entre o Porto e os municípios do Entre Douro e Vouga. O estudo estimou em 68 milhões de euros o investimento necessário para a conversão para bitola larga daquele troço. Os autores do estudo referiram que a Linha do Vouga entre Espinho e Oliveira de Azeméis serve uma população similar à da Linha de Guimarães entre Lousado e Guimarães (41 mil e 48 mil habitantes, respetivamente), e previam que após a conversão da Linha do Vouga para bitola larga e sua inclusão da rede de suburbanos do Porto, a procura na Linha do Vouga teria um comportamento similar ao da Linha de Guimarães, onde a procura anual aumentou de cerca de 200 mil passageiros em 2002 para 2 milhões em 2010. Na altura em que foi elaborado o estudo, em 2012, o governo (de Pedro Passos Coelho) estava a planear a privatização da CP Porto, ou seja, da divisão da empresa pública CP responsável pela rede de suburbanos do Porto. Neste contexto, os autores do estudo propunham que o governo fizesse um concurso público para a exploração da Linha do Vouga, ficando a empresa privada que o ganhasse com o encargo do investimento da modernização da Linha e com a concessão da sua futura exploração.
Em outubro de 2013, a Refer deu indicação para se reduzir a velocidade no troço Sernada-Espinho para um máximo de 10 km/h e para 20 km/h entre Sernada e Águeda, quando a média anterior era de 35 km/h. Numa comunicação interna, a Refer justifica a alteração com "questões de segurança, devido à elevada degradação da via férrea".
Em outubro de 2013, a CP anunciou a substituição temporária do serviço de comboios por serviço rodoviário alternativo (autocarro) na Linha do Vouga, no troço entre Sernada do Vouga, em Águeda, e Oliveira de Azeméis, a partir de 1 de novembro. Uma segunda alteração entrou em vigor em 17 de novembro, passando a ligação entre Sernada do Vouga e Oliveira de Azeméis a ser efetuada de táxi, apenas duas vezes por dia em cada sentido, contra oito circulações ferroviárias nos dois cotos remanescentes. Destas quatro ligações em carro de praça, uma substitui o serviço nominal que serve toda a linha de Aveiro a Espinho (circ. CP n.º 5111), sendo que o transbordo em Sernada do Vouga preconizado pelo horário em vigor é entre a automotora com hora de chegada à 14:44 e o táxi com hora de partida às 14:43. Ainda em outubro de 2013, duas circulações vespertinas que anteriormente serviam Sernada foram encurtadas a Macinhata, encurtamento mais tarde alterado para três circulações matutinas: O horário da Linha do Vouga posto em vigor em 9 de setembro de 2018 conta com onze circulações diárias em cada sentido, entre Aveiro e Sernada do Vouga (incl. encurtamentos), e oito entre Oliveira de Azeméis e Espinho-Vouga.

### Década de 2020
Em Julho de 2020, o governo anunciou que a Linha do Vouga iria ser alvo de obras de remodelação, como parte do Plano de Investimento das Infraestruturas de Portugal. Como parte deste programa seriam definidos quais as interfaces que iriam ficar em funcionamento ou iriam ser construídas em cada concelho, em articulação com as autarquias locais, tendo por exemplo o município de Oliveira de Azeméis proposto a instalação de um novo apeadeiro na sua zona industrial.
Em abril de 2021 foi noticiado que a «reabilitação da superestrutura da via entre Santa Maria da Feira e Oliveira de Azeméis», orçada em 2,8 milhões de euros, estava em concurso público — empreitada inserida Plano de Reabilitação da Linha do Vouga, com um orçamento total de  34 milhões de euros cobrindo «a substituição integral de carris, travessas e fixações, balastragem de via e ataque mecânico pesado, bem como a automatização de passagens de nível». Em fevereiro de 2022 foi anunciado que a Linha do Vouga será reaberta em toda a sua extensão, sendo postas de parte as hipóteses anteriormente apresentadas: encerramento total ou conversão parcial para bitola ibérica. Em Março de 2022, um comboio entre Sernada do Vouga e Oliveira de Azeméis descarrilou numa passagem de nível nas imediações da povoação de Figueiredo, em Pinheiro da Bemposta, acidente que foi causado pelas más condições da via férrea.